# إيفرارد بارتليت
إيفرارد بارتليت (بالإنجليزية: Everard Bartlett)‏ مواليد 6 فبراير 1986 في هيستينغز، نيوزيلندا، هو لاعب كرة سلة نيوزلندي. بدأ مسيرته الاحترافية في سنة 2005. يلعب في الدوري النيوزيلندي لكرة السلة كلاعب هجوم خلفي. يحمل الرقم 5.

## المسيرة الاحترافية
لعب مع نيو زيلاند بريكرز في الدوري الأسترالي من سنة 2005 إلى 2007، ثم لعب مع برث وايلدكاتز في موسم 2011–12، ثم لعب مع أديليد ثيرتي سيكسترز في الدوري الأسترالي في موسم 2011–12، ثم لعب مع برث وايلدكاتز في موسم 2012–13.

## سجل المنافسة
شارك في المنافسات التالية:
- كأس العالم لكرة السلة 2014
- بطولة أمم أوقيانوسيا لكرة السلة 2013

## روابط خارجية
- إيفرارد بارتليت على موقع الاتحاد الدولي لكرة السلة (الإنجليزية)
- إيفرارد بارتليت على موقع كرة السلة الأوروبية.كوم (الإنجليزية)
- إيفرارد بارتليت على موقع ريلجم (الإنجليزية)
- إيفرارد بارتليت على موقع بروبوليرز (الإنجليزية)
- إيفرارد بارتليت على موقع سبورتس رفرنس (الإنجليزية)